# Shivers (Armin van Buuren)
Shivers è il secondo album in studio del DJ olandese Armin van Buuren, pubblicato nell'agosto 2005.

## Tracce
1. Wall of Sound (featuring Justine Suissa) – 6:25
2. Empty State (featuring Mic Burns) – 7:30
3. Shivers – 7:33
4. Golddigger (featuring Martijn Hagens) – 4:46
5. Zocalo (featuring Gabriel & Dresden) – 8:40
6. Gypsy (featuring Ray Wilson) – 5:26
7. Who Is Watching (featuring Nadia Ali) – 5:08
8. Bounce Back (featuring Remy & Roland Klinkenberg) – 7:34
9. Control Freak – 8:08
10. Serenity (featuring Jan Vayne) (contiene la traccia nascosta Hymne) – 11:37